# Prostitution aux Maldives
La prostitution aux Maldives est illégale, et se produit à petite échelle. Une enquête menée en 2014 par la Commission des droits de l'homme des Maldives estime que, sur les îles, il y a 1 139 femmes prostituées, dont 8 % sont mineures.
Dans le pays, le trafic sexuel est aussi présent.

## Prostitution des enfants
La prostitution des enfants est un problème dans le pays, notamment à Malé et dans la région de l'atoll Hadhdhunmathi. Selon le psychologue Aishath Ali Naaz, elle est si courante dans certaines régions qu'elle est considérée comme "normal". Souvent, la prostitution est arrangée par des membres de la famille.
La Commission des droits de l'homme des Maldives (HRCM) estime que 8 % des prostituées de l'île sont mineures.

## Situation juridique
L'article 88(a) du Code pénal maldivien de 1967 inclut la charia dans la législation du pays. Les relations sexuelles hors mariage sont interdites par la charia, tout comme les autres formes "d' immoralité", la prostitution est donc interdite.
Les lois sur l'ordre public et l'immigration sont également utilisées contre les travailleuses du sexe. Les étrangers qui se livrent à la prostitution peuvent s'attendre à être expulsés et les maldiviens peuvent être condamnés à une peine de prison.
Alors que les préservatifs peuvent être vendus aux couples mariés, ils ne peuvent pas être vendus aux célibataires. Les préservatifs et les lubrifiants sont parfois confisqués par la police et utilisés comme preuve de prostitution.

### Fermeture des spas
À la suite de plaintes selon lesquelles des services sexuels sont proposés dans les spas des hôtels, et d'une manifestation dans la capitale, Malé, organisée par le parti d'opposition Adhaalath, le gouvernement ordonne la fermeture des spas dans 1 000 hôtels fin décembre 2011,,,. Sous la pression de l'industrie touristique du pays, le président Mohamed Nasheed lève l'interdiction quelques jours plus tard.

## Trafic sexuel
Les Maldives sont un pays de destination pour les femmes et les enfants soumis au trafic sexuel, et un pays source pour les femmes et les enfants soumis au trafic sexuel.
Un petit nombre de femmes d'Asie, d'Asie centrale et d'Europe de l'Est, ainsi que des filles du Bangladesh et des Maldives, sont victimes de trafic sexuel aux Maldives. Les femmes maldiviennes peuvent être victimes de trafic sexuel au Sri Lanka.

### Sri Lanka
En novembre 2016, le Sri Lanka Foreign Employment Bureau (SLFEB) arrête 2 hommes en lien avec le trafic de femmes sri-lankaises vers les Maldives, où elles travaillent dans des maisons closes. Plus de 100 femmes seraient impliquées. Un maldivien est également recherché.

### Thaïlande
Certaines femmes entrent dans le pays en se faisant passer pour des touristes, mais se livrent ensuite au travail du sexe.
Un hôtelier thaïlandais rapporte en 2013 que des femmes thaïlandaises sont recrutées avec des offres pour de bons emplois aux Maldives, mais qu'à leur arrivée, elles sont contraintes à la prostitution.

### Loi sur la prévention de la traite des êtres humains
La loi sur la prévention de la traite des êtres humains (PHTA) criminalise certaines formes de trafic sexuel, mais pas toutes. Pour la première fois, en 2016, le gouvernement prononce une condamnation en vertu de la PHTA. Trois ressortissants étrangers sont condamnés chacun à 10 ans de prison dans une affaire de trafic sexuel.

### Classement américain
Le bureau de surveillance et de lutte contre la traite des personnes du département d'État des États-Unis classe les Maldives parmi les pays de "niveau 2 de la liste de surveillance".